# Phoriospongia
Phoriospongia is een geslacht van sponsdieren uit de klasse van de Demospongiae (gewone sponzen).

## Soorten
- Phoriospongia arenifibrosa (Dendy, 1896)
- Phoriospongia argentea (Marshall, 1880)
- Phoriospongia canaliculata Lendenfeld, 1889
- Phoriospongia carcinophila (Lendenfeld, 1889)
- Phoriospongia flabellopalmata (Carter, 1885)
- Phoriospongia levis Lendenfeld, 1888
- Phoriospongia mammillata (Lendenfeld, 1888)
- Phoriospongia papillosa (Lamarck, 1815)
- Phoriospongia poni (de Laubenfels, 1950)
- Phoriospongia reticulum Marshall, 1880
- Phoriospongia solida Marshall, 1880
- Phoriospongia squalida (Lendenfeld, 1888)
- Phoriospongia syringiana (Whitelegge, 1906)